# 西濃鉄道昼飯線
昼飯線（ひるいせん）は、かつて岐阜県大垣市の美濃赤坂駅から昼飯駅までを結んでいた西濃鉄道の鉄道路線である。
市橋線と同じく東海旅客鉄道（JR東海）東海道本線の支線美濃赤坂線の美濃赤坂駅を起点とする貨物線であった。美濃赤坂駅構内の大垣方から分岐している。途中駅の美濃大久保駅はスイッチバック式の配線になっている。敷設目的である石灰石輸送はトラックやベルトコンベア輸送への切り替えが進んだため年々輸送量が減り、1983年9月に定期列車の運行が休止された。以降は不定期列車が年に数回程度運行されていたが、1989年頃から昼飯線各駅からの出荷はない。列車は既に運行されなくなり、踏切だった箇所を含めて一部はレールが撤去されているものの、運行休止扱いだったため美濃大久保駅、昼飯駅構内を含む大部分ではレールは剥されずに残存していた。2006年に正式に廃止され、2015年頃からは駅間の線路の撤去作業が始まっている。

## 路線データ
- 路線距離（営業キロ）：1.9km
- 軌間：1067mm
- 駅数：3駅（起終点駅含む）
- 複線区間：なし（全線単線）
- 電化区間：なし（全線非電化）
- 閉塞方式：票券閉塞式

## 運行形態

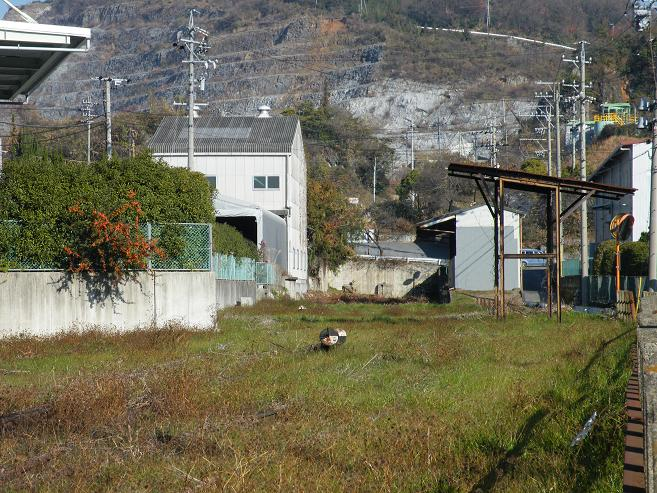
美濃大久保駅構内。荷役用ホームが残存する（2008年12月）

貨物輸送が1983年9月でトラック、コンベア輸送に切り替えられた後は不定期列車が年に数回程度運行されていたが、1989年頃から列車の設定は一切無くなっていた。ただし、廃止日までレールの錆び取り目的のために運行ダイヤだけは残っていた。

## 歴史
- 1926年（大正15年）12月6日：西濃鉄道が敷設免許取得[1]。
- 1928年（昭和3年）12月17日：美濃赤坂駅 - 昼飯駅間が開業。貨物営業のみ[2]。
- 1983年（昭和58年）9月：昼飯線の運行休止に伴い定期列車の運行終了。
- 1989年（平成元年）頃：完全休止。
- 2006年（平成18年）3月31日：全線廃止[3]。

## 駅一覧
- 出典：『日本鉄道旅行地図帳』7号[3]。
- 全駅岐阜県大垣市に所在。

| 駅名         | 駅間 キロ | 総 延長 | 接続路線・備考                                    |
| ------------ | --------- | ------- | ------------------------------------------------- |
| 美濃赤坂駅   | -         | 0.0     | 西濃鉄道：市橋線 JR東海：東海道本線（美濃赤坂線） |
| 美濃大久保駅 | 1.1       | 1.1     |                                                   |
| 昼飯駅       | 0.8       | 1.9     |                                                   |